# Гены домашнего хозяйства
Гены «домашнего хозяйства» (англ. housekeeping genes) — это гены, необходимые для поддержания важнейших жизненных функций организма, которые экспрессируются практически во всех тканях и клетках на относительно постоянном уровне. Гены домашнего хозяйства функционируют повсеместно, на всех стадиях жизненного цикла организма.

## Функции
Основными функциями данных генов в организме являются обеспечение процессов:
1. Репликации (удвоения) ДНК
2. Транскрипции
3. Трансляции
4. Анаболизма и катаболизма (гликолиз, цикл Кребса, глюконеогенез, расщепление белков, жиров и углеводов, биосинтез аминокислот и нуклеотидов и др.)

## В пластидах
Пластидное «домашнее хозяйство» включает в себя соответствующие репликативный, транскрипционный и трансляционный аппараты. В то время как ДНК-полимеразный комплекс пластид, по-видимому, кодируется исключительно ядерными генами, отдельные компоненты транскрипционного и трансляционного аппарата детерминированы самой пластидной ДНК.

### Репликативный аппарат
Основой репликативного аппарата пластид является область ori.

### Транскрипция
Транскрипция пластидных генов обеспечивается двумя типами РНК-полимераз, одна из которых кодируется ядром растительной клетки, в то время как другая — пластидной ДНК. Собственная РНК-полимераза пластид обладает типичными прокариотическими чертами и очень близка к соответствующему ферменту E. coli. Гены rpoA, rpoB, rpoC1, rpoC2 кодируют 4 основных субъединицы РНК-полимеразы: α2, β, β’, β’’- субъединицы, соответственно.

### Трансляция
К генам трансляционного аппарата пластид относятся:
1. Гены рРНК (16S, 23S, 5S, 4.5S)
2. Гены рибосомных белков (rpl, rps)
3. Гены трансляционных факторов (infA)
4. Гены тРНК (trn)
5. Гены, кодирующие биосинтез фотосинтетических пигментов (chl)
6. Гены, кодирующие белковые компоненты фотосистемы I (psa)
7. Гены, кодирующие белковые компоненты фотосистемы II (psb)
8. Гены пластидной АТФ-синтетазы (atp) и др.

## В митохондриях
Во многих группах эукариот «домашнее хозяйство» митохондрий находится под преимущественно ядерным контролем (в типичном случае только отдельные компоненты трансляционного аппарата кодируются собственным генетическим материалом органеллы). Эта же закономерность вполне справедлива и в отношении фотосинтезирующих эукариот. Однако у некоторых из них в составе мтДНК присутствуют дополнительные гены, способные кодировать структуру своеобразных полимераз.

### Репликация
К настоящему времени процесс репликации митохондриальной ДНК исследован крайне слабо. Судя по спектру кодирующих последовательностей, локализованных в самой митохондриальной ДНК, ферментативный аппарат этого процесса обычно находится под исключительно ядерным контролем. Тем не менее у красной водоросли Porphyra purpurea описан митохондриальный ген, продукт которого напоминает собой типичную фаговую ДНК-полимеразу. Аналогичная активность кодируется открытой рамкой считывания urf3, локализованной у кукурузы в составе линейной плазмиды S1. Наконец, у некоторых фотосинтезирующих эукариот (включая Porphyra purpurea, Chlamidomonas reinhardtii, Oenothera berberiana и Vicia faba) в составе митохондриальной ДНК присутствует структурный ген обратной транскриптазы. К сожалению, конкретные функции всех перечисленных генов пока остаются неизвестными.

### Транскрипция
Принято считать, что весь митохондриальный аппарат транскрипции обычно кодируется генетическим материалом ядра. Единственное исключение из этого правила (среди фототрофных эукариот) описано для линейной плазмиды S2 из митохондрий кукурузы. Данная плазмида содержит открытую рамку считывания urfl, продуктом которой является мономерная РНК-полимераза фагового типа. Функциональная роль этого фермента остается неясной.

### Трансляция
Митохондриальный аппарат белкового синтеза находится под двойным генетическим контролем (ядерным и митохондриальным).
К генам трансляционного аппарата митохондрий относятся:
1. Гены рРНК (rrn)
2. Гены рибосомных белков (prl, rps)
3. Гены тРНК
4. Гены, кодирующие ферментативный аппарат цикла Кребса (sdh)
5. Гены белковых компонентов дыхательной цепи (nad, cob, ccb, cox)
6. Гены митохондриальной АТФ-синтетазы (atp) и др.